# Marie Louise d'Aspremont
Marie Louise d'Aspremont, född 1651, död 1692, var en hertiginna av Lothringen, gift 1665 med hertig Karl IV av Lothringen. 